# 卡尔克霍斯特
卡尔克霍斯特是德国梅克伦堡-前波莫瑞州的一个市镇。总面积51.91平方公里，总人口1834人，其中男性933人，女性901人（2011年12月31日），人口密度35人/平方公里。